# Radar Scope
Radar Scope (jap.)レーダースコープ je arkadna igra koju je proizvela japanska tvrtka Nintendo 1980.